# 10e étape du Tour d'Espagne 2010
La 10e étape du Tour d'Espagne 2010 s'est déroulée le mardi 7 septembre 2010 entre Tarragone et Vilanova i la Geltrú sur 173,7 km. L'étape a lieu le lendemain de la première journée de repos.
L'Espagnol Imanol Erviti (Caisse d'Épargne) remporte l'étape en solitaire après avoir lâché ses compagnons d'échappées. L'Espagnol Igor Antón (Euskaltel-Euskadi) perd  son maillot rouge de leader au profit de Joaquim Rodríguez (Team Katusha) qui a réussi à prendre deux secondes de bonification lors d'un sprint intermédiaire.

## Profil de l'étape
Cette étape très vallonnée comprend un col comptant pour le classement de la montagne : l'Alto del Rat Penat. Cette côte de première catégorie est une montée difficile qui contient des passages à 23 % de dénivelé et plusieurs kilomètres au-dessus du 12 %.

## Côtes
Une côte est répertoriée.
- Alto del Rat Penat (1re catégorie)

|   | Cycliste            | Équipe            | Pts |
| - | ------------------- | ----------------- | --- |
| 1 | Christophe Le Mével | FDJ               | 10  |
| 2 | Javier Moreno       | Andalucía-Cajasur | 6   |
| 3 | Mauro Finetto       | Liquigas-Doimo    | 4   |
| 2 | Laurens ten Dam     | Rabobank          | 2   |
| 3 | Romain Zingle       | Cofidis           | 1   |

## Classement de l'étape

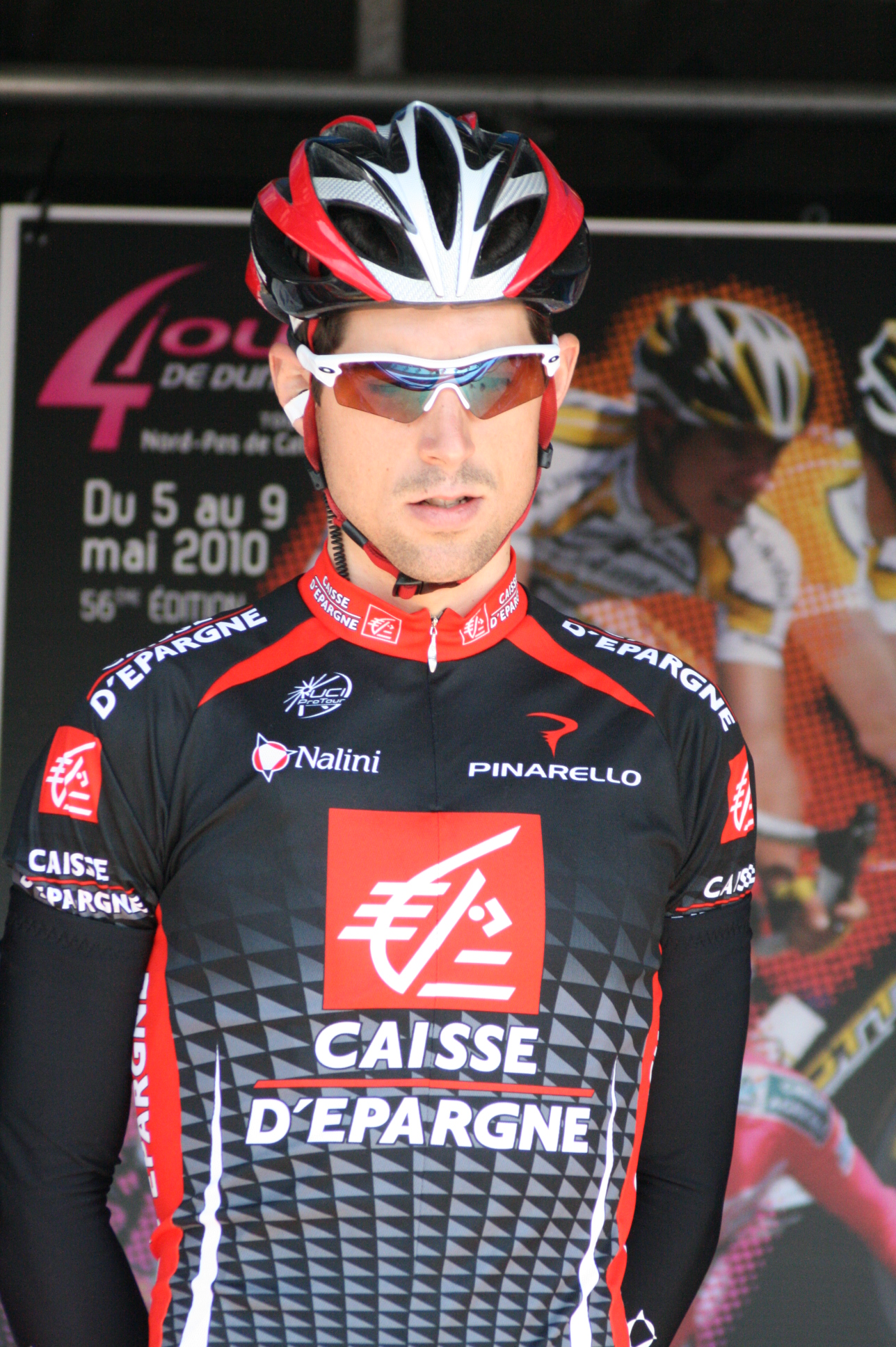
Imanol Erviti, vainqueur de l'étape (ici lors de la présentation des équipes des Quatre Jours de Dunkerque 2010)

|    | Coureur             | Pays       | Équipe             |    | Temps           |
| -- | ------------------- | ---------- | ------------------ | -- | --------------- |
| 1  | Imanol Erviti       | Espagne    | Caisse d'Épargne   | en | 4 h 13 min 31 s |
| 2  | Romain Zingle       | Belgique   | Cofidis            | +  | 37 s            |
| 3  | Greg Van Avermaet   | Belgique   | Omega Pharma-Lotto |    | 37 s            |
| 4  | Mauro Finetto       | Italie     | Liquigas-Doimo     |    | 37 s            |
| 5  | Javier Moreno       | Espagne    | Andalucía-Cajasur  |    | 37 s            |
| 6  | Anders Lund         | Danemark   | Team Saxo Bank     |    | 37 s            |
| 7  | Christophe Le Mével | France     | FDJ                |    | 37 s            |
| 8  | Giampaolo Cheula    | Italie     | Footon-Servetto    |    | 37 s            |
| 9  | Laurens ten Dam     | Pays-Bas   | Rabobank           |    | 42 s            |
| 10 | Dmitriy Fofonov     | Kazakhstan | Astana             |    | 1 min 36 s      |

## Classement général
|    | Coureur                | Pays     | Équipe             |    | Temps            |
| -- | ---------------------- | -------- | ------------------ | -- | ---------------- |
| 1  | Joaquim Rodríguez      | Espagne  | Team Katusha       | en | 42 h 11 min 49 s |
| 2  | Igor Antón             | Espagne  | Euskaltel-Euskadi  | +  | 2 s              |
| 3  | Vincenzo Nibali        | Italie   | Liquigas-Doimo     |    | 4 s              |
| 4  | Xavier Tondo           | Espagne  | Cervélo TestTeam   |    | 44 s             |
| 5  | Jean-Christophe Péraud | France   | Omega Pharma-Lotto |    | 54 s             |
| 6  | Rubén Plaza            | Espagne  | Caisse d'Épargne   |    | 1 min 17 s       |
| 7  | Ezequiel Mosquera      | Espagne  | Xacobeo Galicia    |    | 1 min 20 s       |
| 8  | Nicolas Roche          | Irlande  | AG2R La Mondiale   |    | 1 min 21 s       |
| 9  | Marzio Bruseghin       | Italie   | Caisse d'Épargne   |    | 1 min 24 s       |
| 10 | Peter Velits           | Slovénie | Team HTC-Columbia  |    | 1 min 28 s       |

## Abandons
- Yoann Offredo (FDJ)
- Stuart O'Grady[3] (Team Saxo Bank) : pas au départ
- Andy Schleck[3] (Team Saxo Bank) : pas au départ